# Saint-Martin-de-l’Arçon
Saint-Martin-de-l’Arçon (okzitanisch: Sant Martin de l’Arçon) ist eine französische Gemeinde mit 103 Einwohnern (Stand: 1. Januar 2022) im Département Hérault in der Region Okzitanien. Sie gehört zum Arrondissement Béziers und zum Kanton Saint-Pons-de-Thomières. Die Einwohner werden Martinonois genannt.

## Geographie
Die Gemeinde Saint-Martin-de-l’Arçon liegt in den Monts de l’Espinouse im Regionalen Naturpark Haut-Languedoc, etwa 31 Kilometer nordnordwestlich von Béziers an der Mündung des Flusses Jaur in den Orb, der die Gemeinde im Süden begrenzt. Den höchsten Punkt im Gemeindegebiet markiert der Felsen Rocher de Sarrazine an der Nordostgrenze von Saint-Martin-de-l’Arçon mit 960 m über dem Meer. Umgeben wird Saint-Martin-de-l’Arçon von den Nachbargemeinden Rosis im Norden, Colombières-sur-Orb im Osten sowie Mons im Süden und Westen.

## Bevölkerungsentwicklung
| Jahr                       | 1962 | 1968 | 1975 | 1982 | 1990 | 1999 | 2011 | 2020 |
| Einwohner                  | 130  | 115  | 107  | 110  | 103  | 118  | 117  | 129  |
| Quellen: Cassini und INSEE |      |      |      |      |      |      |      |      |

## Sehenswürdigkeiten
- Kirche Saint-Martin aus dem 19. Jahrhundert

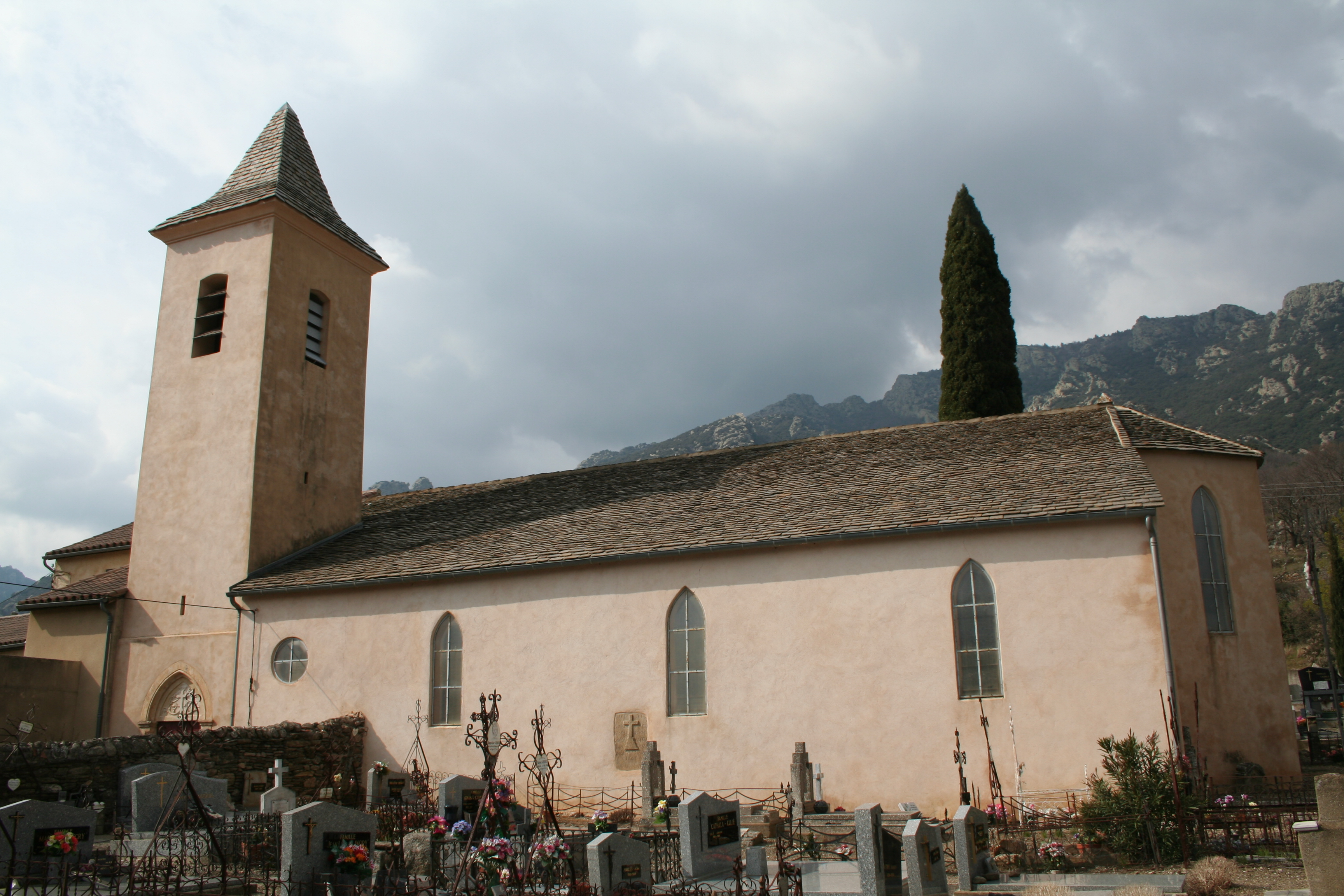
Kirche Saint-Martin